# アストリー・クーパー

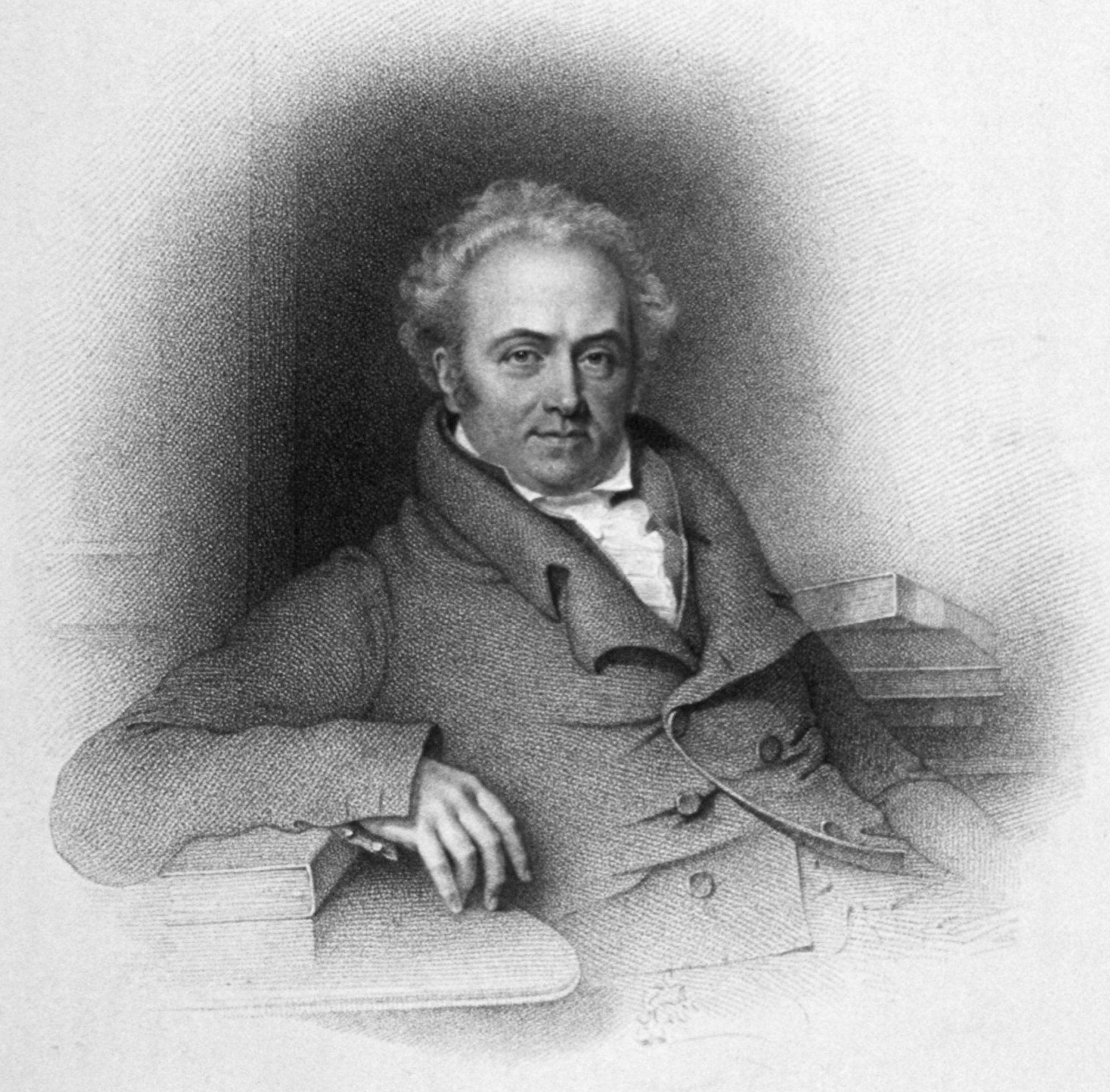
アストリー・クーパー

アストリー・クーパー（Astley Paston Cooper, 1st Baronet FRS、1768年8月23日 - 1841年2月12日）はイギリスの外科医、解剖学者、病理学者である。 耳鼻科、血管外科、乳腺疾患、睾丸疾患の病理学、ヘルニアの手術などで功績を挙げた。王立協会のコプリ・メダルを受賞した。

## 略歴
ノーフォークのブルック郡のブルックホールに聖職者の息子に生まれた。母親のマリア・クーパー（Maria Susanna Cooper）はいくつかの小説の著者である。16歳から、ロンドンの聖ジョージ病院の外科医、ヘンリー・クライン(Henry Cline:1750–1827)のもとで、医術を学び、ジョン・ハンターの解剖講座にも参加した。1789年に聖ジョージ病院の解剖学助手（demonstrator）に任じられ、1791年にはクラインとともに、解剖学と外科学を講義した。
1801年に王立協会に、鼓膜の障害に関する論文を発表し、コプリ・メダルを受賞し、王立協会のフェローに選ばれた。1805年にロンドン医学・外科学会（Medical and Chirurgical Society of London）の設立に尽力した。1804年と1807年にヘルニアに関する著作を出版し、評判になり、多くの年収を得る医師となった。1813年に王立外科協会（Royal College of Surgeons）の比較解剖学の教授に任じられた。
1817年に動脈瘤の治療のために大動脈を結ぶという有名な手術を行った。 1820年に国王、ジョージ4世の粉瘤腫（sebaceous cyst）除去手術に成功し6ヶ月後に準男爵の爵位を得た。その後、ウィリアム4世 、ヴィクトリア女王に上級医官(sergeant surgeon)として仕えた。1827年と1836年に王立外科協会（Royal College of Surgeons）の会長を務めた。1830年には王立協会の副会長も務めた。
クーパー靭帯などにクーパーの名前が残されている。

## 著作
- Anatomy and Surgical Treatment of Hernia (1804–1807);
- Dislocations and Fractures (1822);
- Lectures on Surgery (1824–1827);
- Illustrations of Diseases of the Breast (1829);
- Anatomy of the Thymus Gland (1832);
- Anatomy of the Breast (1840).